# Cordilura umbrosa
Cordilura umbrosa är en tvåvingeart som först beskrevs av Friedrich Hermann Loew 1873.  Cordilura umbrosa ingår i släktet Cordilura och familjen kolvflugor. Inga underarter finns listade i Catalogue of Life.